# Pocadicnemis jacksoni
Pocadicnemis jacksoni är en spindelart som beskrevs av Alfred Frank Millidge 1976. Pocadicnemis jacksoni ingår i släktet Pocadicnemis och familjen täckvävarspindlar. Inga underarter finns listade i Catalogue of Life.